# Alma Pöysti
Alma Pöysti, född 16 mars 1981, är en finlandssvensk skådespelare. Hon är dotter till regissören Erik Pöysti och brorsdotter till skådespelaren Tom Pöysti. Hennes farföräldrar var skådespelarna Lasse Pöysti och Birgitta Ulfsson.
Alma Pöysti är verksam i både Finland och Sverige. Hon utbildades vid Teaterhögskolan i Helsingfors 2003-2007. Hon har bland annat jobbat på Svenska Teatern, Klockriketeatern och Finlands nationalteater. I Sverige har hon arbetat på Göteborgs stadsteater, Stockholms stadsteater och Uppsala Stadsteater. 
Pöysti har även medverkat i flera filmer, bland dem Vuosaari, Där vi en gång gått och som Snorkfröken i Mumintrollen på Rivieran. Hon spelar huvudrollen i Tove, filmen om Tove Jansson som hade premiär hösten 2020. Pöysti har också medverkat i flera serier, bland dem Lola uppochner och Liberty. Hon har också arbetat som uppläsare, bland annat för Bonnier Audio och för Helsingforsregionens trafik.
Alma Pöysti har fått pris för sitt konstnärliga arbete av Ida Aalbergs stiftelse, Svenska kulturfonden och Stina Krooks Stiftelse. 2023 tilldelades hon priset som bästa skådespelare under Göteborg Film Festival för sin roll i filmen Four Little Adults. I december 2023 nominerades Pöysti som bästa kvinnliga huvudroll i en komedi eller musikal för sin roll i Aki Kaurismäkis Höstlöv som faller.

## Filmografi i urval
- 2011 – Där vi en gång gått (TV-serie)
- 2020 – Tove
- 2022 – The Good Driver
- 2023 – Händelser vid vatten (TV-serie)
- 2023 – En dag och en halv
- 2023 – Höstlöv som faller
- 2025 – Orenda
- 2025 – Rörelser